# Miniopterus minor
Miniopterus minor — вид ссавців родини лиликових.

## Проживання, поведінка
Країна поширення: Ангола, Республіка Конго, Демократична Республіка Конго, Кенія, Сан-Томе і Принсіпі, Танзанія. Цей маловідомий африканський вид був записаний з дуже небагатьох місць на великій площі.

## Загрози та охорона
Цей вид, імовірно, має загрозу в частинах ареалу від втрат у результаті лісозаготівель і взяття земель у сільськогосподарський оборот.